# Oussama Marnaoui
Oussama Marnaoui (in arabo أسامة مرناوي‎?; Kairouan, 16 giugno 1999) è un cestista tunisino.

## Carriera

### Nazionale
Con la nazionale tunisina è stato convocato per il Campionato africano del 2021, concluso con la vittoria finale del torneo.